# Prix Marcelle-Millier
Le prix Marcelle-Millier, de la fondation Dumas-Millier, est un prix de littérature décerné uniquement en 1987 et 1989 par l’Académie française

## Liste des lauréats
- 1987 : Micheline Dupray pour Roland Dorgelès. Un siècle de vie littéraire française
- 1989 : Simonne Fabien (1919-....) pour Le Pré aux moines